# Jumelles, Eure
Jumelles là một xã thuộc tỉnh Eure trong vùng Normandie miền bắc nước Pháp.